# Шорт-трек на зимових Олімпійських іграх 2022 — 1500 метрів (чоловіки)
Змагання з шорт-треку на дистанції 1500 метрів серед чоловіків на зимових Олімпійських іграх 2022 відбудуться 9 лютого в Столичному палаці спорту в Пекіні (КНР).
Чинний олімпійський чемпіон і олімпійський рекордсмен Лім Хе Джун кваліфікувався, але цього разу представлятиме Китай, а не Південну Корею. Також кваліфікувався володар срібної медалі Ігор-2018 і рекордсмен світу Шинкі Кнегт, як і бронзовий медаліст Семен Єлістратов. Шарль Амлен виграв Чемпіонат світу 2021 року на дистанції 1500 м, а Іцхак де Лаат і Єлістратов здобули, відповідно, срібну та бронзову медалі. Проте, багато провідних спортсменів не брали участі в тому чемпіонаті. Жень Цзивей очолював залік Кубка світу 2021–2022 після чотирьох змагань на цій дистанції, що завершились перед Олімпійськими іграми. 2-ге та 3-тє місце посідали, відповідно, Єлістратов і Парк Джан Хюк.

## Рекорди
Перед цими змаганнями світовий і олімпійський рекорди були такими:
| Світовий рекорд     | Шинкі Кнегт (NED) | 2:07.943 | Солт-Лейк-Сіті (США)    | 13 листопада 2016 |
| Олімпійський рекорд | Лім Хе Джун (KOR) | 2:10.485 | Каннин (Південна Корея) | 10 лютого 2018    |

## Результати

### Попередні заїзди
| Місце | Заїзд | Ім'я              | Країна                     | Час      | Нотатки |
| ----- | ----- | ----------------- | -------------------------- | -------- | ------- |
| 1     | 1     | Лю Шандор Шаолінь | Угорщина                   | 2:09.213 | Q, OR   |
| 2     | 1     | Паскаль Діон      | Канада                     | 2:09.723 | Q       |
| 3     | 1     | Денис Айрапетян   | Олімпійський комітет Росії | 2:09.776 | Q       |
| 4     | 1     | Владислав Биканов | Ізраїль                    | 2:09.932 | q       |
| 5     | 1     | Робертс Крузбергс | Латвія                     | 2:10.999 |         |
| 6     | 1     | Міхал Невінський  | Польща                     | 2:12.852 |         |
| 1     | 2     | Лі Джун Со        | Південна Корея             | 2:18.630 | Q       |
| 2     | 2     | Свен Рус          | Нідерланди                 | 2:18.687 | Q       |
| 3     | 2     | Стейн Десмет      | Бельгія                    | 2:19.112 | Q       |
| 4     | 2     | Сунь Лун          | Китай                      | 2:19.244 |         |
| 5     | 2     | Ендрю Гіо         | США                        | 2:19.482 |         |
|       | 2     | П'єтро Сігель     | Італія                     |          | PEN     |
| 1     | 3     | Хван Те Хон       | Південна Корея             | 2:14.910 | Q       |
| 2     | 3     | Семен Єлістратов  | Олімпійський комітет Росії | 2:15.094 | Q       |
| 3     | 3     | Стівен Дюбуа      | Канада                     | 2:15.123 | Q       |
| 4     | 3     | Кота Кікуті       | Японія                     | 2:15.243 |         |
| 5     | 3     | Рейніс Берзіньш   | Латвія                     | 2:15.371 | ADV     |
|       | 3     | Раян Півіротто    | США                        |          | PEN     |
| 1     | 4     | Шарль Амлен       | Канада                     | 2:11.239 | Q       |
| 2     | 4     | Аділь Галіахметов | Казахстан                  | 2:11.823 | Q       |
| 3     | 4     | Парк Джан Хюк     | Південна Корея             | 2:12.116 | Q       |
| 4     | 4     | Кентен Феркок     | Франція                    | 2:15.347 |         |
| 5     | 4     | Іцхак де Лаат     | Нідерланди                 | 3:08.907 |         |
|       | 4     | Денис Никиша      | Казахстан                  |          | PEN     |
| 1     | 5     | Шинкі Кнегт       | Нідерланди                 | 2:12.208 | Q       |
| 2     | 5     | Кадзукі Йосінага  | Японія                     | 2:12.450 | Q       |
| 3     | 5     | Джон-Генрі Крюгер | Угорщина                   | 2:12.525 | Q       |
| 4     | 5     | Юрі Конфортола    | Італія                     | 2:12.853 | q       |
| 5     | 5     | Сьоґо Міята       | Японія                     | 2:13.799 |         |
|       | 5     | Чжан Тяньї        | Китай                      | No time  |         |
| 1     | 6     | Жень Цзивей       | Китай                      | 2:15.084 | Q       |
| 2     | 6     | Лю Шаоан          | Угорщина                   | 2:15.376 | Q       |
| 3     | 6     | Фаррелл Трейсі    | Велика Британія            | 2:16.880 | Q       |
| 4     | 6     | Данило Ейбог      | Олімпійський комітет Росії | 2:16.975 |         |
| 5     | 6     | Себастьян Лепап   | Франція                    | 2:41.547 |         |
| 6     | 6     | Лука Спехенгаузер | Італія                     | 2:56.796 |         |

### Півфінали
| Місце | Заїзд | Ім'я              | Країна                     | Час      | Нотатки |
| ----- | ----- | ----------------- | -------------------------- | -------- | ------- |
| 1     | 1     | Лі Джун Со        | Південна Корея             | 2:10.586 | QA      |
| 2     | 1     | Лю Шандор Шаолінь | Угорщина                   | 2:10.685 | QA      |
| 3     | 1     | Денис Айрапетян   | Олімпійський комітет Росії | 2:10.773 | QB      |
| 4     | 1     | Свен Рус          | Нідерланди                 | 2:10.841 | QB      |
| 5     | 1     | Стейн Десмет      | Бельгія                    | 2:11.169 | QB      |
| 6     | 1     | Владислав Биканов | Ізраїль                    | 2:13.491 |         |
| 7     | 1     | Паскаль Діон      | Канада                     | 2:15.271 |         |
| 1     | 2     | Хван Те Хон       | Південна Корея             | 2:13.188 | QA      |
| 2     | 2     | Семен Єлістратов  | Олімпійський комітет Росії | 2:13.229 | QA      |
| 3     | 2     | Кадзукі Йосінага  | Японія                     | 2:14.014 | QB      |
| 4     | 2     | Рейніс Берзіньш   | Латвія                     | 2:14.714 | QB      |
| 5     | 2     | Джон-Генрі Крюгер | Угорщина                   | 2:18.671 | ADVB    |
| 6     | 2     | Стівен Дюбуа      | Канада                     | 2:38.000 | ADVA    |
| 9     | 2     | Шинкі Кнегт       | Нідерланди                 | 9        | PEN     |
| 1     | 3     | Лю Шаоан          | Угорщина                   | 2:12.519 | QA      |
| 2     | 3     | Парк Джан Хюк     | Південна Корея             | 2:12.751 | QA      |
| 3     | 3     | Фаррелл Трейсі    | Велика Британія            | 2:13.736 | ADVA    |
| 4     | 3     | Аділь Галіахметов | Казахстан                  | 2:18.291 | ADVA    |
| 5     | 3     | Юрі Конфортола    | Італія                     | No time  | ADVA    |
| 9     | 3     | Жень Цзивей       | Китай                      | 9        | PEN     |
| 9     | 3     | Шарль Амлен       | Канада                     | 9        | 'PEN    |

### Фінали

#### Фінал B
| Місце | Ім'я              | Країна                     | Час      | Нотатки |
| ----- | ----------------- | -------------------------- | -------- | ------- |
| 11    | Джон-Генрі Крюгер | Угорщина                   | 2:18.059 |         |
| 12    | Денис Айрапетян   | Олімпійський комітет Росії | 2:18.076 |         |
| 13    | Стейн Десмет      | Бельгія                    | 2:18.278 |         |
| 14    | Свен Рус          | Нідерланди                 | 2:18.299 |         |
| 15    | Рейніс Берзіньш   | Латвія                     | 2:18.499 |         |
| 16    | Кадзукі Йосінага  | Японія                     | 2:18.585 |         |

#### Фінал A
| Місце | Ім'я              | Країна                     | Час      | Нотатки |
| ----- | ----------------- | -------------------------- | -------- | ------- |
| 1     | Хван Те Хон       | Південна Корея             | 2:09.219 |         |
| 2     | Стівен Дюбуа      | Канада                     | 2:09.254 |         |
| 3     | Семен Єлістратов  | Олімпійський комітет Росії | 2:09.267 |         |
| 4     | Лю Шаоан          | Угорщина                   | 2:09.409 |         |
| 5     | Лі Джун Со        | Південна Корея             | 2:09.622 |         |
| 6     | Лю Шандор Шаолінь | Угорщина                   | 2:09.953 |         |
| 7     | Парк Джан Хюк     | Південна Корея             | 2:10.176 |         |
| 8     | Аділь Галіахметов | Казахстан                  | 2:11.584 |         |
| 9     | Фаррелл Трейсі    | Велика Британія            | 2:11.988 |         |
| 10    | Юрі Конфортола    | Італія                     | 2:12.384 |         |